# Ворошилова-Романська Софія Василівна
Софія Василівна Ворошилова-Романська (рос. Софья Васильевна Ворошилова-Романская; 15 серпня 1886 — 26 листопада 1969) — радянський астроном.
Родилася в Петербурзі. У 1903 закінчила вищі жіночі Бестужевські курси. З 1908 працювала в Пулковській обсерваторії обчислювачем, з 1909 — астрономом.
Займалася теоретичною астрономією. Була учасником експедиції до Швеції для спостереження сонячного затемнення 1927. Велику частину життя присвятила вивченню руху полюсів Землі і змінності широт. З 1918 вела програмні спостереження широт на великому пулковському зеніт-телеськопі. Брала участь в спостереженнях двох (1918—1928, 1955—1962) унікальних широтних рядів за розширеною програмою, які проводилися від зорі до зорі (у зимовий час їхня тривалість доходила до 18 годин). Виконала неперевершену кількість високоточних спостережень широт (23,5 тис.).